# Macrothele raveni
Macrothele raveni är en spindelart som beskrevs av Zhu, Li och Song 2000. Macrothele raveni ingår i släktet Macrothele och familjen Hexathelidae. Inga underarter finns listade i Catalogue of Life.